# My people
My people is een muziekalbum van de muzikale familie rondom Joe Zawinul (aldus zijn eigen omschrijving). Opnamen vonden steevast plaats in Zawinuls eigen geluidsstudio Music Room, al was die in de loop der jaren verplaatst van Malibu (Californië) naar Manhattan (New York). Een gemêleerd gezelschap aan musici uit allerlei landen werd ingeschakeld. De muziek was gedurende de opnamejaren meer richting wereldmuziek opgeschoven; de fusion bijna verdringend.

## Musici
- Stemmen:
  - Salif Keita uit Mali
  - Thania Sanchez uit Venezuela
  - Arto Tunchoyaciyanh uit Anatolië
  - Burhan Ocal uit Turkije
  - Richard Bona uit Kameroen
  - Bolot uit Zuid-Siberië (Altai)
  - Duke Ellington uit Verenigde Staten (zijn stem is te horen op track 1)
- Syndicate
  - Joe Zawinul uit Oostenrijk – synthesizers etc
  - Gary Poulsen uit VS – gitaar
  - Matthew Garrion uit VS – basgitaar
  - Paco Sery uit Ivoorkust – drumstel, percussie
  - Arto Tunchoyaciyanh uit Anatolië – percussie
- Aangevuld door
  - Alex Acuna uit Peru – percussie
  - Trilok Gurtu uit India - percussie
  - Rudy Regalado uit Venezuela – percussie
  - Michito Sanchez uit Cuba/VS – percussie
  - Souleyman Doumbia uit Mali – percussie
  - Tal Bergmann uit Israel – drumstel, percussie
  - Amit Chatterjee uit India – gitaar
  - Cheick Tidiane Seck uit Mali – toetsinstrumenten
  - Bobby Malach uit VS – saxofoons
  - Mike Mossman uit VS – trompet, trombone
  - Djene Doumbaya uit Guinea- achtergrondzang
  - Assitan Dembele uit Ivoorkust – achtergrondzang
  - Beto Sabala uit Peru- achtergrondzang
  - Kenny O’Braian uit Venezuela – achtergrondzang
  - Lucho Avellaneda uit Peru - achtergrondzang

## Muziek
| Nr. | Titel                                       | Duur |
| --- | ------------------------------------------- | ---- |
| 1.  | Introduction to A mighty theme (Zawinul)    | 1:52 |
| 2.  | Waraya (Keita)                              | 6:03 |
| 3.  | Bimoya (Zawinu, Keital)                     | 6:35 |
| 4.  | You want some tea, grandpa (Tunchoyaciyanh) | 3:20 |
| 5.  | Slivovitz trail (Zawinul)                   | 4:12 |
| 6.  | Ochy-bala/Paryryk (Bolot)                   | 2:29 |
| 7.  | Orient Express (Zawinul)                    | 7:53 |
| 8.  | Erdäpee blues (patato blues) (Zawinul)      | 4:53 |
| 9.  | Mi gente (Zawinul)                          | 6:13 |
| 10. | In an island way (Zawinul)                  | 4:48 |
| 11. | Many churches (Zawinul)                     | 4:15 |